# Alfie Curtis
Alfie Curtis (Stepney, 1930. július 28. – Billericay, 2017. november 30.) brit színész. 
Egyik leghíresebb szerepe a Csillagok háborúja IV: Egy új remény című filmben volt, ahol az Alsakan bolygóról származó Dr. Cornelius Evazan emberbűnözőt játszotta, aki Mos Eisley kantinjában társával együtt belekötött Luke Skywalkerbe, válaszképpen Obi-Wan Kenobi levágta a társa karját. Alfie Curtis emellett játszott David Lynch Az elefántember című filmjében.

## Fordítás
- Ez a szócikk részben vagy egészben  az   Alfie Curtis című angol Wikipédia-szócikk ezen változatának fordításán alapul.  Az eredeti cikk szerkesztőit annak laptörténete sorolja fel. Ez a jelzés csupán a megfogalmazás eredetét és a szerzői jogokat jelzi, nem szolgál a cikkben szereplő információk forrásmegjelöléseként.